# Mühlenbecker Land
Mühlenbecker Land este o comună din landul Brandenburg, Germania.